# Apogon multitaeniatus
Apogon multitaeniatus es una especie de pez de la familia de los apogónidos en el orden de los perciformes.

## Morfología
Los machos pueden llegar a alcanzar los 18 cm de longitud total.

## Distribución geográfica
Esta especie es endémica del Mar Rojo y del Golfo de Adén.